# 宍道一郎
宍道 一郎（しんじ いちろう、1920年11月25日 - 2010年3月30日）は、日本の経営者。日本ビクター(現在のJVCケンウッド)社長、会長を務めた。島根県出身。

## 経歴
1943年に東京帝国大学理学部物理学科を卒業し、同年に日本ビクターに入社。1973年11月に取締役に就任し、1978年6月に常務を経て、1979年6月に社長に就任。1986年6月に会長に就任。
1984年6月に藍綬褒章を受章。
2010年3月30日老衰のために死去。89歳没。